# Вандер Лејк (Илиноис)
Вондер Лејк (енгл. Wonder Lake) град је у америчкој савезној држави Илиноис.

## Демографија
По попису из 2000. године број становника је 7.463.
| Група             | 2000.         | 2010.    |
| Белци             | 6.943 (93,0%) | 0 (0,0%) |
| Афроамериканци    | 21 (0,3%)     | 0 (0,0%) |
| Азијати           | 44 (0,6%)     | 0 (0,0%) |
| Хиспаноамериканци | 380 (5,1%)    | 0 (0,0%) |
| Укупно            | 7.463         | 0        |